# Pietro Strafforello
Pietro Strafforello (Sanremo, 12 febbraio 1991) è un pallanuotista italiano, fratello minore del pallanuotista Giacomo Strafforello.

## Statistiche

### Presenze e reti nei club giovanili
| Stagione        | Squadra         | Campionato      | Campionato | Campionato | Coppe nazionali | Coppe nazionali | Coppe nazionali | Coppe continentali | Coppe continentali | Coppe continentali | Totale | Totale |
| Stagione        | Squadra         | Comp            | Pres       | Reti       | Comp            | Pres            | Reti            | Comp               | Pres               | Reti               | Pres   | Reti   |
| --------------- | --------------- | --------------- | ---------- | ---------- | --------------- | --------------- | --------------- | ------------------ | ------------------ | ------------------ | ------ | ------ |
| 2005-2006       | Imperia         | Allievi A       | 5          | 7          |                 | -               | -               |                    | -                  | -                  | 5      | 7      |
| 2007-2008       | Imperia         | Allievi A       | 4          | 16         |                 | -               | -               |                    | -                  | -                  | 4      | 16     |
| Totale carriera | Totale carriera | Totale carriera | 9          | 23         |                 | -               | -               |                    | -                  | -                  | 9      | 23     |

### Presenze e reti nei club
Statistiche aggiornate al 16 gennaio 2011.
| Stagione        | Squadra         | Campionato      | Campionato | Campionato | Coppe nazionali | Coppe nazionali | Coppe nazionali | Coppe continentali | Coppe continentali | Coppe continentali | Totale | Totale |
| Stagione        | Squadra         | Comp            | Pres       | Reti       | Comp            | Pres            | Reti            | Comp               | Pres               | Reti               | Pres   | Reti   |
| --------------- | --------------- | --------------- | ---------- | ---------- | --------------- | --------------- | --------------- | ------------------ | ------------------ | ------------------ | ------ | ------ |
| 2006-2007       | Imperia         | A2              | ?          | ?          |                 | -               | -               |                    | -                  | -                  | ?      | ?      |
| 2007-2008       | Imperia         | A2              | ?          | ?          |                 | -               | -               |                    | -                  | -                  | ?      | ?      |
| 2008-2009       | Imperia         | A2              | ?          | ?          |                 | -               | -               |                    | -                  | -                  | ?      | ?      |
| 2010-2011       | Imperia         | A1              | 12         | 2          |                 | -               | -               |                    | -                  | -                  | 12     | 2      |
| Totale carriera | Totale carriera | Totale carriera | ?          | ?          |                 | -               | -               |                    | -                  | -                  | ?      | ?      |